# 수이선만
수이선만(Suisun Bay, 윈툰어로 "서풍이 부는 곳")은 북부 캘리포니아에 있는 얕은 조수 하구(샌프란시스코만의 북동쪽 연장선)이다. 이곳은 새크라멘토강과 샌와킨강의 합류점에 위치하며, 역삼각주인 새크라멘토-샌와킨강 삼각주의 입구를 형성한다. 서쪽으로 수이선만은 샌프란시스코만의 북쪽 연장선인 샌파블로만과 연결되는 카르퀴네즈 해협을 통해 배수된다. 그리즐리만은 수이선만의 북쪽 연장선을 형성한다. 수이선만은 남쪽의 컨트라코스타군과 북쪽의 솔라노군 사이에 위치한다.
이 만은 1811년 윈툰 부족의 파트윈족인 수이순족의 이름을 따서 명명되었다.
센트럴 퍼시픽 철도는 1879년부터 1930년까지 베니시아와 포트 코스타 (캘리포니아주) 사이를 운행하는 철도연락선을 건설했다. 솔라노호와 컨트라 코스타호는 1930년 근처 마티네즈 철도교가 완공되면서 운행을 중단했다. 1913년부터 1954년까지 전철화된 인터어번 노선인 새크라멘토 노던 철도는 증류 연료로 움직이는 철도연락선 라몬호를 이용하여 수이선만을 건넜다.
2004년 4월 28일, 킨더 모건 에너지 파트너스가 운영하는 석유 파이프라인이 파열되어 처음에는 1,500배럴(264m³)의 디젤 연료가 습지에 유출되었다고 보고되었으나, 나중에 약 2,950배럴로 업데이트되었다. 킨더 모건은 부식된 파이프라인을 운영한(그리고 유출이 발견된 후 당국에 신속하게 통보하지 못한) 죄를 인정하고 벌금 및 배상금으로 3백만 달러를 지불했다.

## 지리

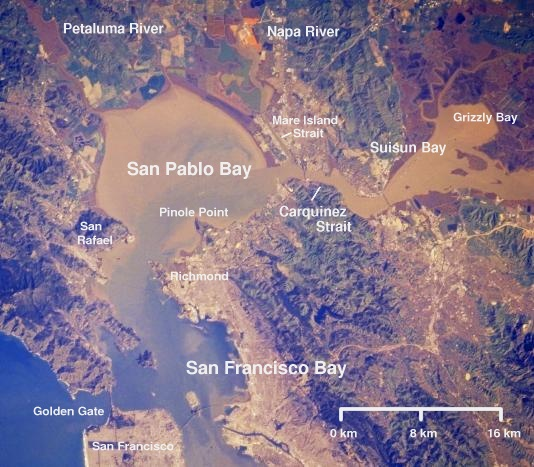
샌파블로만과 오른쪽 상단의 수이선만.

틀:Islands of Suisun Bay and the Sacramento–San Joaquin River delta

## 수이선만 예비함대
이 만은 제2차 세계 대전 이후에 창설된 미 해군 및 상선 예비함의 집합체인 미 해군 모스볼 또는 유령함대의 일부인 수이선만 예비함대의 묘박지였다. USNS 글루마 익스플로러는 1970년대 중반에 침몰한 소련 잠수함의 일부를 회수한 후 이곳에 묘박되었다(아조리안 계획 참조). 많은 선박들이 1990년대에 제거되어 폐선으로 팔렸다. 2010년에는 수이선만 모스볼 함대의 가장 오래된 잔여 부분을 단계적으로 제거할 계획이 발표되었다. 오래된 모스볼 함대 57척 중 마지막 선박은 2017년 8월에 제거되었다. 수이선만에는 여전히 여러 척의 해군 함정이 남아있다. 대부분은 군사해상운송사령부의 상비예비함대의 일부이다.
- USS 아이오와 (BB-61) 전함과 수이선만에 있는 "유령 함대" (아이오와는 이후 로스앤젤레스 항으로 박물관 선박으로 이전되었다).
- "유령 함대", 또는 "모스볼 함대"의 또 다른 모습.

## 같이 보기
- 샌프란시스코만
- 그리즐리만
- 스톡턴 심해 수송로
- 새크라멘토 심해 선박 수송로